# Maria Rain (Caríntia)
Maria Rain é um município da Áustria localizado no distrito de Klagenfurt-Land, no estado de Caríntia.